# Новокиевка (Волгоградская область)
Новокиевка — хутор в Новоаннинском районе Волгоградской области России, административный центр Новокиевского сельского поселения.
Население — 762 (2010) человека.

## История
Хутор относился к Хопёрскому округу Области Войска Донского. Хутор Ново-Киевский основан на свободных войсковых землях 34 отделения. Согласно алфавитному списку населённых мест Области Войска Донского 1915 года земельный надел хутора составлял 1200 десятин, здесь проживало 335 мужчин и 302 женщины, имелись сельское правление и церковно-приходская школа. Хутор обслуживало Калачёвское почтовое отделение.
В 1928 году хутор был включён в состав Преображенского района Хопёрского округа (округ упразднён в 1930 году) Нижне-Волжского края (с 1934 года — Сталинградский край). Хутор являлся центром Ново-Киевского сельсовета. В 1935 году Ново-Киевский сельсовет передан в состав Калининского района Сталинградского края. На основании решения Волгоградского облисполкома от 07 февраля 1963 года Калининский район был ликвидирован. Панфиловский, Новокиевский и Тростянский сельсоветы были переданы в Новоаннинский район.

## География
Хутор находится в пределах Хопёрско-Бузулукской равнины, являющейся южным окончанием Окско-Донской низменности, при балке Таловой (бассейн реки Карман), на высоте около 130-150 метров над уровнем моря. Почвы — чернозёмы обыкновенные.
По автомобильным дорогам расстояние до областного центра города Волгоград составляет 260 км, до районного центра города Новоаннинский — 57 км. Ближайшая железнодорожная станция расположена в 23 км к западу в посёлке Панфилово.
Климат
Климат умеренный континентальный (согласно классификации климатов Кёппена — Dfb). Многолетняя норма осадков — 445 мм. В течение города количество выпадающих атмосферных осадков распределяется относительно равномерно: наибольшее количество осадков выпадает в июне — 52 мм, наименьшее в феврале — 24 мм. Среднегодовая температура положительная и составляет + 6,6 °С, средняя температура самого холодного месяца января −9,3 °С, самого жаркого месяца июля +21,8 °С.
Часовой пояс
Новокиевка, как и вся Волгоградская область, находится в часовой зоне МСК (московское время). Смещение применяемого времени относительно UTC составляет +3:00.

## Население
Динамика численности населения по годам:
| 1915 | 1987 | 2002 |
| ---- | ---- | ---- |
| 637  | ≈820 | 837  |

| 2010 |
| ---- |
| 762  |